# Erasmus Georg Fog Thune
Erasmus Georg Fog Thune (født 7. juni 1785 i Vigsnæs på Lolland, død 11. april 1829) var en dansk matematiker og astronom.
Thunes far, Jacob Thune (død 1792), var sognepræst. Hans mor hed Ermgaard, født Steenberg. I 1801 dimitteredes han fra Odense Latinskole til Københavns Universitet, hvor han kastede sig over de matematiske og fysiske videnskaber og, efter at have taget Anden Eksamen med udmærkelse, manuducerede til denne. 1805 blev han alumnus. på Valkendorfs Kollegium og gav sig nu til at studere teologi, 1808 tog han teologisk embedseksamen med udmærkelse. Med understøttelse rejste han derpå til Tyskland og studerede i Gøttingen og Kønigsberg, navnlig filosofi under Johann Friedrich Herbart og astronomi under Friedrich Wilhelm Bessel. Efter at være kommen hjem i 1812 disputerede han 1815 for den filosofiske doktorgrad: Tentamen circa trigonometriam sphæroidicam, blev samme år lektor i matematik ved universitetet og Søetaten samt medlem af Videnskabernes Selskab, 1818 ekstraordinær professor i matematik ved universitetet og 1823 tillige bestyrer af det astronomiske observatorium. Han døde ugift 11. april 1829. – Thune har beregnet almanakkerne for 1823-29. Han udnyttede sine omfattende kundskaber væsentlig i lærergerningens tjeneste. Et filosofisk bidrag af ham, De origine perceptionum, findes som Additamentum til Herbarts Theoriæ de attractione elementorum principia metaphysica (Kønigsberg 1812).